# Agentur für Qualitätssicherung und Akkreditierung Austria
Die Agentur für Qualitätssicherung und Akkreditierung Austria (AQ Austria) wurde mit 1. März 2012 auf der Basis des Hochschul-Qualitätssicherungsgesetzes (HS-QSG) gegründet. Sie ist eine juristische Person des öffentlichen Rechts. Gemäß dem gesetzlichen Auftrag ist die AQ Austria für den gesamten Hochschulbereich zuständig.

## Organisation
Gemäß § 4 Abs 1 HS-QSG idgF ist geregelt, dass die Organe der AQ Austria das Kuratorium, das Board, die Generalversammlung und die Beschwerdekommission sind.
- Kuratorium § 5 HS-QSG idgF
- Board § 6 HS-QSG idgF
- Generalversammlung § 11 HS-QSG idgF
- Beschwerdekommission § 13 HS-QSG idgF
- Geschäftsstelle

### Generalversammlung und Kuratorium
In der mindestens zweimal jährlich tagenden Generalversammlung sind die maßgeblichen Interessensgruppen vertreten, die in unterschiedlicher Anzahl ehrenamtliche Vertreter entsenden. Die Vertreter werden durch die Bundesministerin bzw. den Bundesminister auf Vorschlag der entsendenden Vereinigungen für einen Zeitraum von fünf Jahren bestellt, Wiederbestellungen sind zulässig. Aus ihrem Kreis wählt die Generalversammlung eine Vorsitzende bzw. einen Vorsitzenden.
Aufgaben der Generalversammlung sind insbesondere die Wahl des Kuratoriums, Nominierung und Bestellung der Beschwerdekommission und die Nominierung von Mitgliedern des Boards, die gemeinschaftlich mit Zweidrittelmehrheit zu erfolgen hat. Alle anderen Beschlüsse werden mit einfacher Stimmenmehrheit gefasst, bei Anwesenheit von mindestens fünfzehn Mitgliedern.
Die Mitglieder der Generalversammlung sind mit Stand Mai 2021:
Vertreter/innen, die durch den Beirat für Wirtschafts- und Sozialfragen nominiert wurden
- Bernhard Kaufmann
- Gabriele Schmid

Vertreter/innen der Österreichischen Hochschülerschaft
- Patricia Lang
- Robert Schwarzl

Vertreter/innen der Universitätenkonferenz
- Doris Hattenberger (stv. Vorsitzende)
- Mario Kostal

Vertreter/innen der Fachhochschulkonferenz
- Erich Brugger (Vorsitzender)
- Doris Walter

Vertreter/innen der Österreichischen Privatuniversitätenkonferenz
- Jutta Fiegl
- Karl Wöber

Vertreter/innen der Rektorinnen- und Rektorenkonferenz der österreichischen Pädagogischen Hochschulen (RÖPH)
- Beatrix Karl
- Alfred Weinberger

Vertreter/innen des Bundesministeriums für Bildung, Wissenschaft und Forschung
- Eva Erlinger-Schacherbauer
- Elmar Pichl

Die Mitglieder des Kuratoriums sind:
- Beatrix Karl (Vorsitzende)
- Karl Wöber (Stv. Vorsitzender)
- Erich Brugger
- Mario Kostal
- Patricia Lang

### Board
Das Board ist das zentrale unabhängige und weisungsfreie Entscheidungsorgan der AQ Austria. Diesem Expertengremium obliegen insbesondere alle Entscheidungen zu Akkreditierungen und Zertifizierungen, Beschlüsse über Verfahrensrichtlinien und -standards, Aufsichtsfunktionen gegenüber akkreditierten Bildungseinrichtungen in Österreich, die Veröffentlichung von Ergebnissen der Qualitätssicherungsverfahren sowie die Organisation der Geschäftsstelle. Durch die unterschiedlichen Typen von Qualitätssicherungsverfahren besitzt das Board sowohl hoheitliche als auch nicht-hoheitliche Kompetenzen.
Die Mitglieder des Boards waren mit Stand Jänner 2020:
Experten aus dem Bereich des Hochschulwesens
- Anke Hanft (Präsidentin)
- Wolfgang Mazal (Vizepräsident)
- Thomas Bieger
- Kerstin Fink
- Martine Rahier
- Christina Rozsnyai
- Eva Schulev-Steindl
- Micha Teuscher

Vertreter der Studierenden
- Melanie Gut
- Silke Kern

Vertreter der Berufspraxis
- Martha Eckl
- Rudolf Lichtmanegger
- Thomas Mayr
- Peter Schlögl

Die Mitglieder des Boards sind mit Stand Februar 2022:
Experten aus dem Bereich des Hochschulwesens
- Thomas Bieger (Präsident)
- Eva Werner (Vizepräsident)
- Kerstin Fink
- Micha Teuscher
- Andreas Janko
- Elena Wilhelm
- Mairéad Boland
- Josef Oberneder

Vertreter der Studierenden
- Sebastian Neufeld
- Anna Klampfer

Vertreter der Berufspraxis
- Rudolf Lichtmannegger
- Marina Laux
- Herwig Ostermann
- Gudrun Feucht

### Beschwerdekommission
Die Beschwerdekommission behandelt und entscheidet Einsprüche von Bildungseinrichtungen gegen den Verfahrensablauf und gegen Zertifizierungsentscheidungen.
Die Mitglieder der Beschwerdekommission sind:
- Werner Hauser (Vorsitzender)
- Walter Berka
- Jana Gerslova

Die Ersatzmitglieder sind:
- Christiane Spiel
- Guy Haug

## Aufgaben
Gemäß dem gesetzlichen Auftrag ist die AQ Austria für den gesamten Hochschulbereich in Österreich zuständig. Akkreditierungsverfahren im Bereich der Fachhochschulen und der Privathochschulen und Privatuniversitäten sind verpflichtend von der AQ Austria durchzuführen. Für die Zertifizierung des Qualitätsmanagementsystems (Audit) können sich die betreffenden Hochschulen entscheiden, ob sie die AQ Austria oder eine andere Agentur beauftragen.
Die AQ Austria ist auch außerhalb Österreichs tätig. Sie bietet freiwillige Akkreditierungen für hochschulische Weiterbildungen an und führt auch Akkreditierungen im Ausland nach den dort geltenden Vorschriften durch. So hat die AQ Austria etwa das Recht erhalten, von der Stiftung Akkreditierungsrat System- und Programmakkreditierungen in Deutschland durchzuführen.

### Akkreditierung
In Österreich ist eine Akkreditierung für Privathochschulen und Privatuniversitäten sowie Fachhochschulen erforderlich. Die Akkreditierung kann nur von der Agentur erteilt werden; das Akkreditierungsverfahren ist ein hoheitlich geführtes Verfahren, das durch einen Bescheid abgeschlossen wird. Mit der Akkreditierung bescheinigt die AQ Austria den Hochschulen die Erfüllung der Akkreditierungsvoraussetzungen. Mit der Akkreditierung gilt die Bildungseinrichtung als staatlich anerkannt.
Es wird zwischen einer institutionellen Akkreditierung und einer Programmakkreditierung unterschieden. Während die Programmakkreditierung, die für jedes neue Studium jeweils neu zu beantragen ist, auf unbefristete Zeit vergeben wird, wird die institutionelle Akkreditierung nur für sechs Jahre erteilt (§ 23 bzw. § 24 HS-QSG).
An Privathochschulen und Privatuniversitäten wird nach zwölfjährigem Bestehen die Akkreditierung für jeweils zwölf Jahre erteilt. An Fachhochschulen ist nach zwölfjährigem Bestehen jeweils ein Auditverfahren durchzuführen, das jeweils nach sieben Jahren zu wiederholen ist. Durch den positiven Abschluss des Auditverfahrens gilt die Fachhochschule weiterhin als akkreditiert (§ 23 Abs. 9 HS-QSG).
Öffentliche Universitäten unterliegen keiner Akkreditierungspflicht. Ausgenommen davon sind lediglich die Doktoratsstudien der Donau-Universität Krems, für die eine Programmakkreditierung gemäß § 24 HS-QSG erforderlich ist. Auch keine Akkreditierungspflicht ist für die öffentlichen und privaten Pädagogischen Hochschulen vorgesehen; die staatliche Anerkennung der privaten Pädagogischen Hochschulen ist Sache des zuständigen Bundesministeriums.

### Zertifizierung des Qualitätsmanagementsystems (Audit)
Die öffentlichen Universitäten, die öffentlichen und privaten Pädagogischen Hochschulen sowie die bereits zwölf Jahre bestehenden Fachhochschulen haben jeweils ein Auditverfahren (§ 22 HS-QSG) anzustrengen. In einem Auditverfahren wird jeweils das interne Qualitätsmanagementsystem der jeweiligen Hochschule überprüft und die Hochschule erhält – wenn dieses den gesetzlichen Anforderungen entspricht – ein entsprechendes Zertifikat. Ein Auditverfahren kann von der Agentur für Qualitätssicherung und Akkreditierung Austria oder jeder anderen vom Bundesministerium für Wissenschaft und Forschung § 19 Abs. 2 HS-QSG anerkannten Agentur durchgeführt werden. Wird das Qualitätsmanagementsystem der Hochschule von der jeweiligen Agentur nicht zertifiziert, ist verpflichtend nach zwei Jahren ein Re-Audit durch die Agentur für Qualitätssicherung und Akkreditierung Austria durchzuführen.

### Meldeverfahren für Studiengänge von Hochschulen mit Sitz im Ausland
Ausländische Hochschulen dürfen auf der Grundlage des Hochschul-Qualitätssicherungsgesetzes (HS-QSG) in Österreich Studiengänge durchführen, soweit diese in ihrem Herkunfts- bzw. Sitzstaat anerkannte Ausbildungen im Sinne des § 51 Abs 2 Z 1 UG darstellen. Voraussetzung für die Durchführung ist die Meldung der Studien und deren Aufnahme in ein Verzeichnis der AQ Austria. Mit der Meldung der ausländischen Studiengänge und der Aufnahme in dieses Verzeichnis ist keine Feststellung der Gleichwertigkeit mit österreichischen Studiengängen und entsprechenden österreichischen akademischen Graden verbunden. Die Studiengänge und akademischen Grade gelten als solche des Herkunfts- bzw. Sitzstaates der ausländischen Hochschule.

## Weitere Aufgaben
Gemäß § 3 HS-QSG hat die Agentur weiters folgende Aufgaben im Bereich der externen Qualitätssicherung zu erfüllen:
- Entwicklung und Durchführung externer Qualitätssicherungsverfahren, jedenfalls Audit- und Akkreditierungsverfahren, nach nationalen und internationalen Standards;
- Akkreditierung von hochschulischen Bildungseinrichtungen und Studien;
- Berichte an den Nationalrat im Wege des zuständigen Bundesministers;
- Veröffentlichung der Ergebnisberichte der Qualitätssicherungsverfahren;
- kontinuierliche begleitende Aufsicht akkreditierter hochschulischer Bildungseinrichtungen und Studien hinsichtlich der Akkreditierungsvoraussetzungen;
- Aufgaben gemäß den Bestimmungen des Fachhochschul-Studiengesetzes und des Privathochschulgesetzes;
- Zertifizierung von Bildungseinrichtungen nach Audit;
- Durchführung von Studien und Systemanalysen, Evaluierungen und Projekten;
- Information und Beratung zu Fragen der Qualitätssicherung und Qualitätsentwicklung;
- Internationale Zusammenarbeit im Bereich der Qualitätssicherung

Die Agentur ist aufgrund des HS-QSG auch berechtigt, Akkreditierungsverfahren in anderen Staaten nach Maßgabe der dort geltenden Vorschriften durchzuführen. So hat die Agentur durch Entscheidung des deutschen Akkreditierungsrates vom 3. Juni 2013 das Recht erhalten, in Deutschland System- und Programmakkreditierungen durchzuführen.

## Geschichte
Erstmals wurde in Österreich eine Akkreditierungseinrichtung im Jahr 1993 im Bereich des Fachhochschulwesens eingerichtet. Aufgrund der Besonderheit, dass in Österreich Fachhochschulen (Erhalter von Fachhochschulstudienhängen) privatrechtlich organisiert sind, sah das Fachhochschul-Studiengesetz vor, dass Fachhochschul-Studiengänge einer Akkreditierung durch den Fachhochschulrat bedürfen.
Im Jahr 1999 wurde mit dem Universitäts-Akkreditierungsgesetz die Möglichkeit zur Schaffung von Privatuniversitäten vorgesehen. Zur Entscheidung über die Akkreditierung von Privatuniversitäten wurde ein eigenes Gremium, der Österreichische Akkreditierungsrat gegründet.
Im Zuge der Umsetzung des Bologna-Prozesses wurde die Schaffung einer Qualitätssicherungseinrichtung auch für die Universitäten laut. Diese wurde durch einen privatrechtlichen Verein, die Österreichische Qualitätssicherungsagentur (AQA), verwirklicht. Dieser Verein hat keine Akkreditierungsbefugnis gegenüber den staatlichen Universitäten, vielmehr bestand seine Aufgaben in der Durchführung von Qualitätssicherungsprojekten gemeinsam mit in- und ausländischen Hochschulen. Ab Juni 2009 war die AQA berechtigt, in Deutschland die Systemakkreditierung nach den Richtlinien des deutschen Akkreditierungsrates anzubieten.
Im Jahr 2011 wurde beschlossen, die drei genannten Einrichtungen zu einer einheitlichen Agentur zusammenzufassen. Das im Herbst 2011 beschlossene Hochschul-Qualitätssicherungsgesetz sah die Einrichtung der Agentur für Qualitätssicherung und Akkreditierung Austria mit 1. März 2012 vor. Das Gesetz erlaubte als Übergangsbestimmung dem Fachhochschulrat und dem Österreichischen Akkreditierungsrat, am 1. März 2012 bereits laufende Verfahren bis Ende August 2012 abzuschließen. Für die AQA bestanden keine besonderen Übergangsbestimmungen, da sie als Verein organisiert war und als solcher abgewickelt werden sollte. Die neue Agentur für Qualitätssicherung und Akkreditierung Austria hat durch Entscheidung des deutschen Akkreditierungsrates vom 3. Juni 2013 das Recht erhalten, in Deutschland System- und Programmakkreditierungen durchzuführen, während die Berechtigung der AQA mit 21. März 2014 endete.
Seit 1. Jänner 2021 ist die Agentur für Qualitätssicherung und Akkreditierung Austria auch für den Bereich der Pädagogischen Hochschulen zuständig (BGBl. I Nr. 77/2020).